# Méon (Maine-et-Loire)
Pour les articles homonymes, voir Méon.
Méon est une ancienne commune française située dans le département de Maine-et-Loire, en région Pays de la Loire. Le 15 décembre 2016, la commune devient une commune déléguée au sein de la commune nouvelle de Noyant-Villages.
Cette ancienne commune rurale se situe dans le Baugeois, au sud de Noyant.

## Géographie

### Localisation
Ce village angevin de l'ouest de la France se situe dans l'est du Baugeois, au sud de Noyant, sur la route D 142 qui va de Noyant (au nord) à La Pellerine (au sud). Baugé se trouve à 18 km et Saumur à 30 km,. Son territoire est essentiellement rural.
Le Baugeois est la partie nord-est du département de Maine-et-Loire. Elle est délimitée au sud par la vallée de l'Authion et celle de la Loire, et à l'ouest par la vallée de la Sarthe.

### Aux alentours
Les communes les plus proches sont Noyant (2 km), Breil (4 km), La Pellerine (4 km), Dénezé-sous-le-Lude (4 km), Linières-Bouton (5 km), Meigné-le-Vicomte (6 km), Auverse (6 km), Parçay-les-Pins (7 km), Chavaignes (8 km) et Chalonnes-sous-le-Lude (8 km).

### Géologie et relief
L'altitude de la commune varie de 49 à 89 mètres, pour une altitude moyenne de 85 mètres, et son territoire s'étend sur plus de 15 km2 (1 504 hectares).
Méon se situe sur l'unité paysagère du Plateau du Baugeois. Le relief du Baugeois est principalement constitué d'un plateau, aux terrains sablonneux, siliceux ou calcaires, caractérisés par de larges affleurements sédimentaires, crétacés, sables et calcaires aux teintes claires.
Une partie de la commune est classée en zone Natura 2000, pour le Lac de Rillé et les forêts avoisinantes, et en Zone naturelle d'intérêt écologique, floristique et faunistique (ZNIEFF), pour les zones de la forêt de Pont Ménard, ainsi que les Massifs forestiers de la Breille, de Pont Ménard, de la Graine de sapin et zones de transition.

### Hydrographie
On trouve sur le territoire de Méon plusieurs cours d'eau, dont la Marconne. D'une longueur de 20,9 km, cette rivière prend naissance un peu plus au nord, en limite de la commune voisine de Noyant. Elle prend ensuite la direction du nord (orientation sud-nord) pour finir sa course dans le Loir au niveau du Lude (département de la Sarthe).

Dans le département, elle traverse les communes de Méon, Noyant, Dénezé-sous-le-Lude et Chigné.
La rivière le Lathan traverse également le territoire de la commune.

### Climat
Le climat angevin est tempéré, de type océanique. Il est particulièrement doux, compte tenu de sa situation entre les influences océaniques et continentales. Généralement les hivers sont pluvieux, les gelées rares et les étés ensoleillés. Le climat du Baugeois est plus continental : plus sec et chaud l'été.

## Urbanisme
Morphologie urbaine : Le village s'inscrit dans un territoire essentiellement rural.
En 2009 on trouve 146 logements sur la commune de Méon, dont 79 % sont des résidences principales, pour une moyenne sur le département de 91 %, et dont 77 % des ménages en sont propriétaires. En 2013, on y trouve 143 logements, dont 81 % sont des résidences principales, pour une moyenne sur le département de 90 %, et dont 74 % des ménages en sont propriétaires.

## Toponymie
Formes anciennes du nom : Maiun en 1225, Meon au XVIIIe siècle, pour devenir ensuite Méon.
Origine du nom : Vient du nom d'homme latin Maius.
Nom des habitants : les Méonais.

## Histoire

### Préhistoire
Témoin de la préhistoire, un site mégalithique est présent sur le territoire de Méon : sépulture sous dalles et alignement des Bois Noirs.

### Moyen Âge
Méon fait partie de la prévôté d'Anjou, appartenant au chapitre Saint-Martin-de-Tours.

### Ancien Régime
Sous l'Ancien Régime, Méon dépend de la sénéchaussée angevine de Baugé, du diocèse d'Angers et de l'archiprêtré de Bourgueil.

### Époque contemporaine
À la réorganisation administrative qui suit la Révolution, la municipalité est rattachée en 1790 au canton de Noyant. Il est intégré au district de Baugé, puis en 1800 à l'arrondissement de Baugé, et à sa disparition en 1926, à l'arrondissement de Saumur.
Un rapprochement intervient en 2016. Le 15 décembre, les communes de Auverse, Broc, Breil, Chalonnes-sous-le-Lude, Chavaignes, Chigné, Dénezé-sous-le-Lude, Genneteil, Linières-Bouton, Lasse, Meigné-le-Vicomte, Méon, Noyant et Parçay-les-Pins, s'associent pour former la commune nouvelle de Noyant-Villages. Méon en devient une commune déléguée.

## Politique et administration

### Administration municipale

#### Administration actuelle
Depuis le 15 décembre 2016, Méon constitue une commune déléguée au sein de la commune nouvelle de Noyant-Villages et dispose d'un maire délégué.
| Période                                  | Période  | Identité           | Étiquette | Qualité |
| ---------------------------------------- | -------- | ------------------ | --------- | ------- |
| décembre 2016                            | mai 2020 | Guy Lihoreau       |           |         |
| mai 2020                                 | en cours | Jean-Pierre Daveau |           |         |
| Les données manquantes sont à compléter. |          |                    |           |         |

#### Administration ancienne
La commune est créée à la Révolution. Municipalité en 1790. Le conseil municipal est composé de 11 élus.
| Période                                  | Période       | Identité            | Étiquette | Qualité |
| ---------------------------------------- | ------------- | ------------------- | --------- | ------- |
| 1795                                     |               | Rétrault            |           |         |
| 1801                                     |               | Jacques Hérivault   |           |         |
| 1815                                     |               | Louis Gaschot       |           |         |
| 1834                                     |               | Urbain Richer       |           |         |
| 1854                                     |               | Louis Chasle        |           |         |
| 1860                                     |               | Vincelot            |           |         |
| 1874                                     |               | Alexandre Lemercier |           |         |
| 1881                                     |               | François Vasselot   |           |         |
| 1896                                     |               | Eugène Gouabeau     |           |         |
| 1900                                     |               | Louis Chaussepied   |           |         |
| 1919                                     |               | Henri Chaussepied   |           |         |
| 1935                                     |               | Julien Mauriceau    |           |         |
| 1971                                     |               | Robert Cochin       |           |         |
|                                          |               | Régis Chevet        |           |         |
| mars 2008                                | décembre 2016 | Guy Lihoreau        |           |         |
| Les données manquantes sont à compléter. |               |                     |           |         |

### Jumelages
La commune ne comporte pas de jumelage.

### Ancienne situation administrative

#### Intercommunalité
La commune fait partie jusqu'en 2016 de la communauté de communes canton de Noyant. Créée en 2000, cette structure intercommunale regroupe les quinze communes du canton, dont Breil, La Pellerine, Dénezé-sous-le-Lude, Linières-Bouton et Noyant,. L'intercommunalité est dissoute le 15 décembre 2016.
La communauté de communes est alors membre du Pays des Vallées d'Anjou, structure administrative d'aménagement du territoire, comprenant six communautés de communes : Beaufort-en-Anjou, Canton de Baugé, Canton de Noyant, Loir-et-Sarthe, Loire Longué et Portes-de-l'Anjou.
La commune fait également partie du SICTOD Nord Est Anjou, membre du SIVERT, syndicat intercommunal de valorisation et de recyclage thermique des déchets de l'Est Anjou qui se trouve à Lasse, et du SIVU AEP de la région de Noyant pour le traitement de l'eau potable.

#### Autres circonscriptions
Jusqu'en 2014, Méon fait partie du canton de Noyant et de l'arrondissement de Saumur. Ce canton compte alors les quinze mêmes communes que celles de la communauté de communes. Dans le cadre de la réforme territoriale, un nouveau découpage territorial pour le département de Maine-et-Loire est défini par le décret du 26 février 2014. La commune est alors rattachée au canton de Beaufort-en-Vallée, avec une entrée en vigueur au renouvellement des assemblées départementales de 2015.
La commune est dans la troisième circonscription de Maine-et-Loire, composée de huit cantons, dont Baugé et Longué-Jumelles. Cette circonscription de Maine-et-Loire est l'une des sept circonscriptions législatives que compte le département.

## Population et société

### Évolution démographique
L'évolution du nombre d'habitants est connue à travers les recensements de la population effectués dans la commune depuis 1793. À partir du 1er janvier 2009, les populations légales des communes sont publiées annuellement dans le cadre d'un recensement qui repose désormais sur une collecte d'information annuelle, concernant successivement tous les territoires communaux au cours d'une période de cinq ans. 
Pour les communes de moins de 10 000 habitants, une enquête de recensement portant sur toute la population est réalisée tous les cinq ans, les populations légales des années intermédiaires étant quant à elles estimées par interpolation ou extrapolation. Pour la commune, le premier recensement exhaustif entrant dans le cadre du nouveau dispositif a été réalisé en 2007,.
En 2014, la commune comptait 265 habitants, en évolution de +1,15 % par rapport à 2008 (Maine-et-Loire : +3,3 %, France hors Mayotte : +2,49 %).
| 1831 | 1836 | 1841 | 1846 | 1851 | 1856 | 1861 | 1866 | 1872 |
| ---- | ---- | ---- | ---- | ---- | ---- | ---- | ---- | ---- |
| 554  | 554  | 537  | 531  | 517  | 546  | 567  | 629  | 514  |

| 1876 | 1881 | 1886 | 1891 | 1896 | 1901 | 1906 | 1911 | 1921 |
| ---- | ---- | ---- | ---- | ---- | ---- | ---- | ---- | ---- |
| 505  | 503  | 507  | 506  | 514  | 506  | 486  | 470  | 441  |

| 1926 | 1931 | 1936 | 1946 | 1954 | 1962 | 1968 | 1975 | 1982 |
| ---- | ---- | ---- | ---- | ---- | ---- | ---- | ---- | ---- |
| 426  | 438  | 421  | 412  | 398  | 370  | 386  | 330  | 304  |

| 1990 | 1999 | 2007 | 2008 | 2012 | 2014 | - | - | - |
| ---- | ---- | ---- | ---- | ---- | ---- | - | - | - |
| 280  | 248  | 261  | 262  | 268  | 265  | - | - | - |

### Pyramide des âges
La population de la commune est relativement âgée. Le taux de personnes d'un âge supérieur à 60 ans (30,3 %) est en effet supérieur au taux national (21,6 %) et au taux départemental (21 %). Contrairement aux répartitions nationale et départementale, la population masculine de la commune est supérieure à la population féminine (51 % contre 48,4 % au niveau national et 48,6 % au niveau départemental).
| Hommes | Classe d’âge | Femmes |
| ------ | ------------ | ------ |
| 1,5    | 90 ans ou +  | 0,8    |
| 12,0   | 75 à 89 ans  | 14,1   |
| 18,0   | 60 à 74 ans  | 14,1   |
| 21,8   | 45 à 59 ans  | 20,3   |
| 19,5   | 30 à 44 ans  | 20,3   |
| 11,3   | 15 à 29 ans  | 7,0    |
| 15,8   | 0 à 14 ans   | 23,4   |

| Hommes | Classe d’âge | Femmes |
| ------ | ------------ | ------ |
| 0,4    | 90 ans ou +  | 1,2    |
| 6,3    | 75 à 89 ans  | 9,2    |
| 11,8   | 60 à 74 ans  | 13,0   |
| 19,9   | 45 à 59 ans  | 19,4   |
| 20,6   | 30 à 44 ans  | 19,5   |
| 20,3   | 15 à 29 ans  | 19,1   |
| 20,6   | 0 à 14 ans   | 18,6   |

### Vie locale
Hormis la mairie, il n'existe pas de services publics sur la commune. Il faut se rendre à la commune voisine de Noyant.
L'hôpital local le plus proche se trouve à Baugé (95 places) ainsi que plusieurs maisons de retraite.
La collecte des déchets ménagers (tri sélectif) est organisée par la Communauté de Communes du canton de Noyant.

## Économie

### Tissu économique
Commune principalement agricole, en 2009, sur les 27 établissements présents sur la commune, 56 % relèvent du secteur de l'agriculture (pour 18 % sur le département). L'année suivante, en 2010, sur 28 établissements présents sur la commune, 57 % relèvent du secteur de l'agriculture (pour une moyenne de 17 % sur le département), aucun du secteur de l'industrie, 11 % du secteur de la construction, 25 % de celui du commerce et des services et 7 % du secteur de l'administration et de la santé.
Sur 26 établissements présents sur la commune à la fin de l'année 2013, 46 % relèvent du secteur de l'agriculture (pour une moyenne de 12 % sur le département), aucun du secteur de l'industrie, 12 % du secteur de la construction, 35 % de celui du commerce et des services et 8 % du secteur de l'administration et de la santé.

### Agriculture
Liste des appellations présentes sur le territoire :
- IGP Bœuf du Maine, IGP Porc de la Sarthe, IGP Volailles de Loué, IGP Volailles du Maine,
- IGP Rillettes de Tours, IGP Œufs de Loué,
- IGP Cidre de Bretagne ou Cidre breton.

## Culture locale et patrimoine

### Lieux et monuments
Bâtiment inscrit aux monuments historiques :
- Église Saint-Martin, des XIVe et XVIIIe siècles, Monument historique classé le 29 mars 1967 pour l'abside y compris les peintures murales qu'elle renferme, et Monument historique inscrit le 29 mars 1967 pour le reste de l'église (PA00109183)[37].

Autres ouvrages inscrits à l'inventaire général du patrimoine culturel :
- Croix monumentale (croix de carrefour), lieu-dit la Croix de Pierre, du XIVe siècle ;
- Plusieurs maisons et fermes, des XVe, XVIe, XVIIe et XVIIIe siècles ;
- Ensemble de dolmens et menhirs, lieu-dit Les Caves, dégagés effondrés, préhistoire ;
- Plusieurs moulins, dont du XVe siècle et XVIe siècle.

## Pour approfondir